# Asprokremmos Reservoir
Das Asprokremmos Reservoir ist ein Stausee auf Zypern. Er ist der zweitgrößte des Landes.

## Lage
Der See befindet sich in dem Bezirk Paphos, etwa 15 km östlich dessen Hauptstadt Paphos. Er hat eine Länge von 2,5 km und eine maximale Breite von 900 m. Der Stausee befindet sich nur etwa 3 km vom Meer.

## Speicherraum
Auf Grund des Mediterranen Klimas (Sommer trocken – Winter feucht), wird der See nur in den Wintermonaten gefüllt. Dies ließ den See im Januar 2012 zum ersten Mal seit 7 Jahren überlaufen.